# Кутмичевица
Кутмичевица (грч. Κουτμιτζιβίτζα) је историјска област која се по тим именом помиње у житију светог Климента Охридског. Тачне границе ове области нису познате, али се сматра да се простирала од Охридског и Преспанског језера на истоку и до јадранских обала Епира на западу (приближно: данашња јужна Албанија, седерозападни део данашње Грчке и југозападни део данашње Северне Македоније). Област је била под влашћу Првог бугарског царства. Око 886. године бугарски кнез Борис I одвојио је Кутмичевицу од области зване Котокион (грч. Κοτοκίον), а за намесника у Кутмичевици постављен је Добета. У ову област је упућен и Климент Охридски (умро 916. године) са задатком да међу тамошњим Словенима утврди хришћанство, а око 893. године постављен је и за православног владику на том подручју, са титулом епископ велички.
На приближно истом подручју се налазила и раносредњовековна склавинија (словенска племенска област) Вагенетија, земља јужнословенског племена Вајонита.
Ова област је током 9. века потпала под власт Првог бугарског царства, а касније су се на том подручју смењивали разни господари. Око 1346. године доспла је под власт Српског царства, а почетком 15. века највећи део области освојили су Турци.